# SG-1000 II

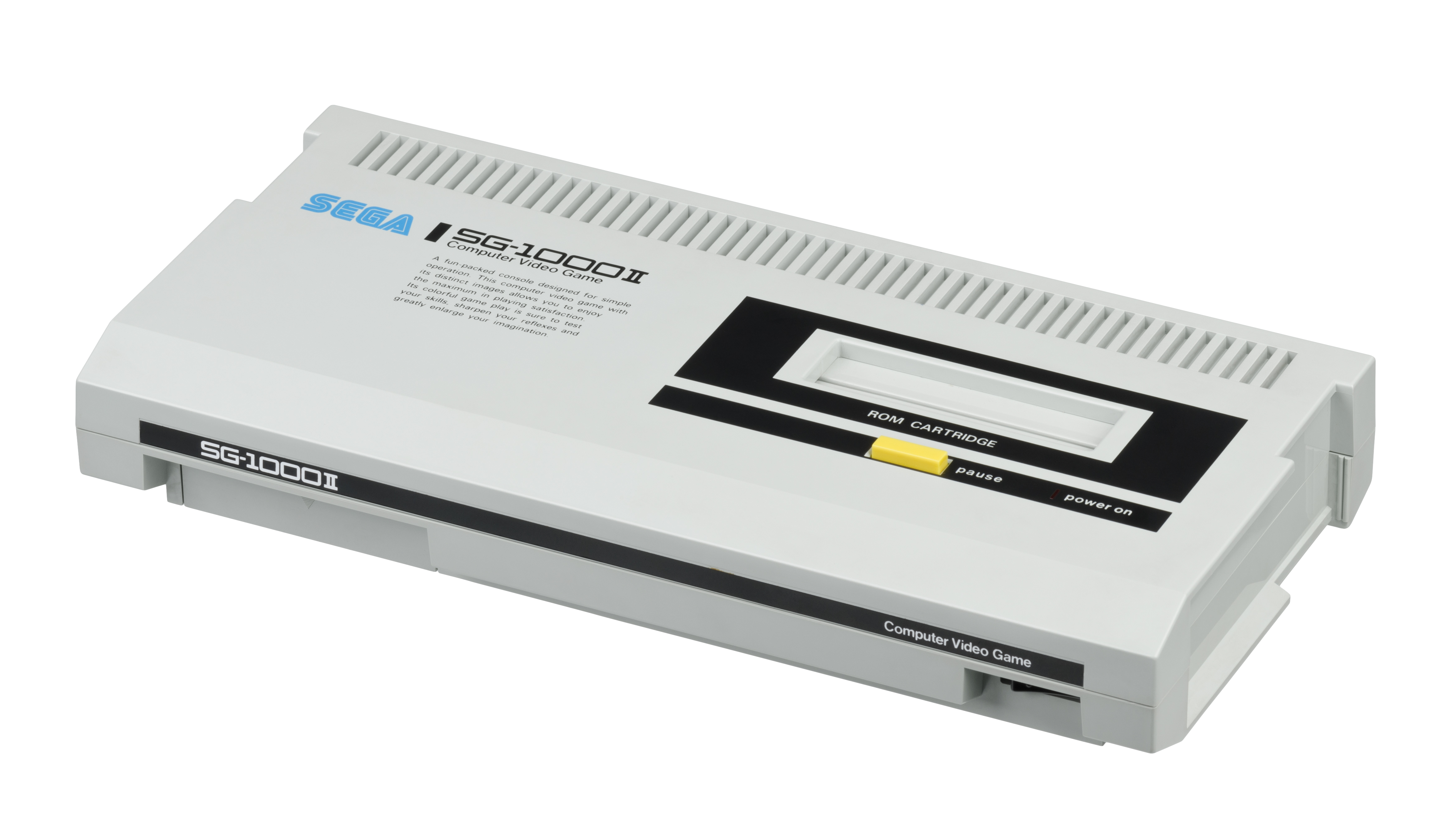
세가 마크 II

SG-1000 II, 혹은 세가 마크 II는 1984년 7월 31일일본과 대만에 발매되었던 세가의 게임기다. SG-1000의 후속기기이자 변종품이며, 본체가 작아졌으며 세가 카드 게임이 가능해졌고 컨트롤러가 생겼다. 

## 역사
이전 기종이었던 SG-1000이 패미컴에 밀리게 되면서 세가는 다음 모델인 SG-1000 II를 발매한다. 하지만 이미 전체적인 시장이 패미컴에게 쏠려 있던 터라 세가 마크 II 또한 실패하게 된다. 그리고 후에 대만의 회사인 아로닉스가 이 제품을 대만에 발매한다.